# Macropsis demavendinus
Macropsis demavendinus är en insektsart som beskrevs av Dlabola 1974. Macropsis demavendinus ingår i släktet Macropsis och familjen dvärgstritar. Inga underarter finns listade i Catalogue of Life.